# 菊池武範
菊池 武範（きくち たけのり、1895年11月5日 - 1975年5月14日）は、日本の実業家。タイガー魔法瓶創業者。同社会長を務める菊池嘉人は長男、同社長を務める菊池嘉聡は孫に当たる。

## 経歴
愛媛県西宇和郡三島村皆江（のちに三瓶町、現・西予市）に生まれる。生家は皆江で村長を務めた庄屋であった。12歳の時に父が事業に失敗、さらに脳内出血で病臥するに至り、小学校高等科を中退することを余儀なくされた。
その後、従姉妹の夫が経営するメリヤス製造所（大阪市西区）の店員見習いとなり、この時期に簿記学校に通学した。また、大阪に出て間もない1910年、伊藤喜商店が輸入した魔法瓶を船場で目撃し、以来その商品としての可能性に着目した。しかし、1912年に店の経営者がコレラで死去、半年後に店舗が閉鎖されたため帰郷した。
後にイーグル魔法瓶に就職して事業経験を積んだ後、1923年に28歳でタイガー魔法瓶の前身である菊池製作所を創設した。1941年（昭和16年）政府の統制令により菊池製作所を離れ日本魔法瓶会社の代表取締役になったものの、戦後に再び菊池製作所へ戻り事業再開した。菊池製作所は1949年（昭和28年）に日新工業となり、1953年にタイガー魔法瓶工業となる。
1963年紺綬褒章受章、1968年に社長の座を嘉人に譲り、自身は73歳の時に代表取締役会長となる。1969年秋、勲五等双光旭日章受章。
1975年5月14日に79歳で死去。

## 菊池武範を題材とした作品
- 久保田千太郎(原作）・今道英治（漫画）『しあわせの魔法瓶 菊池武範物語』 - 『小学三年生』1989年2月号 - 3月号[5]